# Teucholabis cuneiformis
Teucholabis cuneiformis är en tvåvingeart som beskrevs av Alexander 1947. Teucholabis cuneiformis ingår i släktet Teucholabis och familjen småharkrankar.
Artens utbredningsområde är Guyana. Inga underarter finns listade i Catalogue of Life.